# كبدية (جنس)
الكَبِدِيَّة أو الحشائش الكبدية أو الحزازيات المنبطحة أو المرقنطيات هو جنس من النباتات المعمرة العشبية في فصيلة الحوذان موطنها وسط وشمال أوربة وآسية وشرق أمريكة الشمالية.